# Селма (Індіана)
Селма (англ. Selma) — місто (англ. town) в США, в окрузі Делавер штату Індіана. Населення — 747 осіб (2020).

## Географія
Селма розташована за координатами 40°11′11″ пн. ш. 85°16′27″ зх. д. / 40.18639° пн. ш. 85.27417° зх. д. (40.186350, -85.274064).  За даними Бюро перепису населення США в 2010 році місто мало площу 2,36 км², з яких 2,35 км² — суходіл та 0,01 км² — водойми.

## Демографія
Згідно з переписом 2010 року, у місті мешкало 866 осіб у 337 домогосподарствах у складі 239 родин. Густота населення становила 367 осіб/км².  Було 377 помешкань (160/км²).
Расовий склад населення:
| - 97,2 % — білих - 0,7 % — чорних або афроамериканців - 0,5 % — корінних американців - 0,2 % — вихідців з тихоокеанських островів - 0,2 % — азіатів |

До двох чи більше рас належало 1,0 %. Частка іспаномовних становила 0,9 % від усіх жителів.
За віковим діапазоном населення розподілялося таким чином: 26,0 % — особи молодші 18 років, 59,8 % — особи у віці 18—64 років, 14,2 % — особи у віці 65 років та старші. Медіана віку мешканця становила 39,0 року. На 100 осіб жіночої статі у місті припадало 89,5 чоловіків;  на 100 жінок у віці від 18 років та старших — 89,1 чоловіків також старших 18 років.
Середній дохід на одне домашнє господарство  становив 50 083 долари США (медіана — 40 096), а середній дохід на одну сім'ю — 61 054 долари (медіана — 52 946). Медіана доходів становила 48 214 долари для чоловіків та 27 083 долари для жінок. За межею бідності перебувало 12,3 % осіб, у тому числі 13,8 % дітей у віці до 18 років та 9,5 % осіб у віці 65 років та старших.
Цивільне працевлаштоване населення становило 347 осіб. Основні галузі зайнятості: освіта, охорона здоров'я та соціальна допомога — 27,1 %, виробництво — 11,5 %, мистецтво, розваги та відпочинок — 11,2 %.